# ジャクソン・チョーリオ
ジャクソン・ブライアン・チョーリオ（Jackson Bryan Chourio, 2004年3月11日 - ）は、ベネズエラのスリア州マラカイボ出身のプロ野球選手（外野手）。右投右打。MLBのミルウォーキー・ブルワーズ所属。

## 経歴

### プロ入りとブルワーズ時代

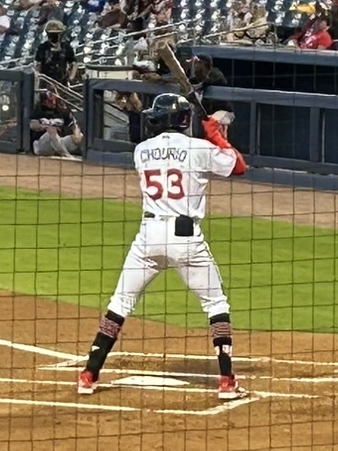
AAA級ナッシュビル・サウンズ時代
（2023年9月19日）

2021年にアマチュア・フリーエージェントでミルウォーキー・ブルワーズと契約してプロ入り。傘下のルーキー級ドミニカン・サマーリーグ・ブルワーズでプロデビューし、45試合に出場して打率.296、5本塁打、25打点の成績を記録した。
2022年はA級カロライナ・マドキャッツで開幕を迎えた。A+級ウィスコンシン・ティンバーラトラーズを経て、シーズン終盤にはAA級ビロクシ・シャッカーズに昇格。この年はマイナー3球団合計で99試合に出場し、打率.288、20本塁打、75打点、16盗塁を記録。A級カロライナ・リーグの年間MVPに選出された、
2023年はAA級ビロクシで開幕を迎え、6月26日にはオールスター・フューチャーズゲームに選出された。9月18日にAAA級ナッシュビル・サウンズに昇格、この年は2球団合計で128試合に出場して打率.282、22本塁打、91打点、44盗塁を記録した。12月3日、MLBデビュー前の選手では史上最高額となる8年総額8200万ドルで契約合意した（+クラブオプション2年）。MLBデビュー前に契約延長を結んだ選手は史上6人目であり、2016年にシカゴ・ホワイトソックスと6年総額5000万ドルのルイス・ロベルト・ジュニアを超える契約となる。
2024年は開幕ロースター入りし、シーズン開幕戦となる3月29日のニューヨーク・メッツ戦で「1番・右翼手」で先発出場してメジャーデビューを果たした。1937年以降では最年少記録となる20歳で開幕戦の先頭打者に起用された。9月12日、サンフランシスコ・ジャイアンツ戦で20号本塁打を放ち、メジャー史上最年少で「20-20」を達成した。10月2日、ニューヨーク・メッツとのワイルドカードシリーズ第2戦でマルチ本塁打を放ち、ポストシーズンではブリュワーズの選手として初の快挙を達成した。またポストシーズンでマルチ本塁打を記録したMLB史上2番目に若い選手となった。この年は148試合に出場して、打率.275、21本塁打、79打点、22盗塁、OPS.791を記録し、新人王投票では3位に入った。

## 詳細情報

### 年度別打撃成績
| 年 度    | 球 団    | 試 合 | 打 席 | 打 数 | 得 点 | 安 打 | 二 塁 打 | 三 塁 打 | 本 塁 打 | 塁 打 | 打 点 | 盗 塁 | 盗 塁 死 | 犠 打 | 犠 飛 | 四 球 | 敬 遠 | 死 球 | 三 振 | 併 殺 打 | 打 率 | 出 塁 率 | 長 打 率 | O P S |
| -------- | -------- | ----- | ----- | ----- | ----- | ----- | -------- | -------- | -------- | ----- | ----- | ----- | -------- | ----- | ----- | ----- | ----- | ----- | ----- | -------- | ----- | -------- | -------- | ----- |
| 2024     | MIL      | 148   | 573   | 528   | 80    | 145   | 29       | 4        | 21       | 245   | 79    | 22    | 7        | 1     | 2     | 39    | 4     | 3     | 121   | 7        | .275  | .327     | .464     | .791  |
| MLB：1年 | MLB：1年 | 148   | 573   | 528   | 80    | 145   | 29       | 4        | 21       | 245   | 79    | 22    | 7        | 1     | 2     | 39    | 4     | 3     | 121   | 7        | .275  | .327     | .464     | .791  |

- 2024年度シーズン終了時

### 年度別守備成績
| 年 度 | 球 団 | 左翼（LF） | 左翼（LF） | 左翼（LF） | 左翼（LF） | 左翼（LF） | 左翼（LF） | 右翼（RF） | 右翼（RF） | 右翼（RF） | 右翼（RF） | 右翼（RF） | 右翼（RF） |
| 年 度 | 球 団 | 試 合      | 刺 殺      | 補 殺      | 失 策      | 併 殺      | 守 備 率   | 試 合      | 刺 殺      | 補 殺      | 失 策      | 併 殺      | 守 備 率   |
| ----- | ----- | ---------- | ---------- | ---------- | ---------- | ---------- | ---------- | ---------- | ---------- | ---------- | ---------- | ---------- | ---------- |
| 2024  | MIL   | 91         | 159        | 0          | 0          | 0          | 1.000      | 63         | 127        | 4          | 0          | 0          | 1.000      |
| MLB   | MLB   | 91         | 159        | 0          | 0          | 0          | 1.000      | 63         | 127        | 4          | 0          | 0          | 1.000      |

- 2024年度シーズン終了時

### 記録
MiLB
- オールスター・フューチャーズゲーム選出：1回（2022年、2023年）

### 背番号
- 11（2024年 - ）